# Oberste Heeresleitung

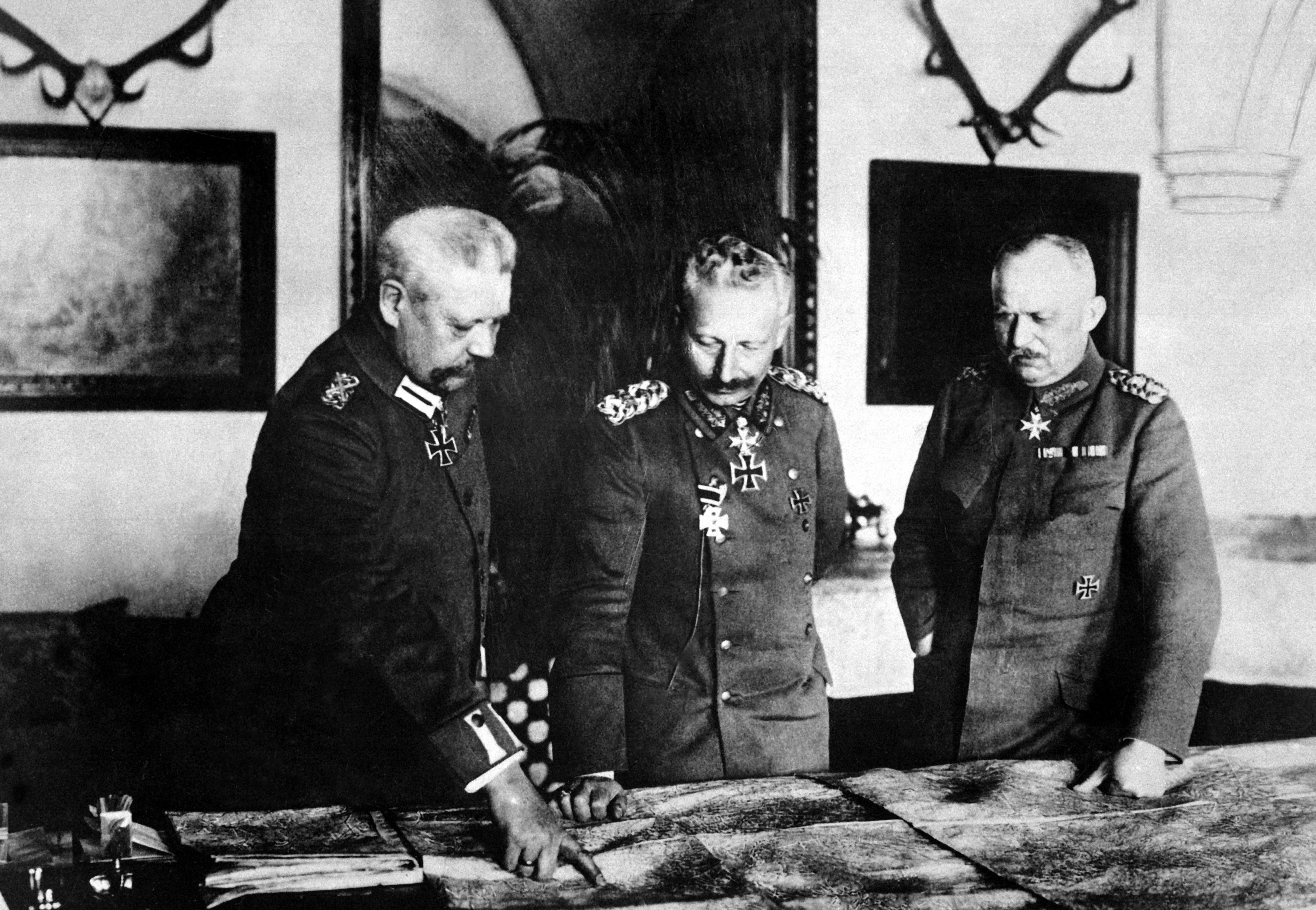
Hindenburg, Guillermo II, Ludendorff;
enero de 1917.

El Oberste Heeresleitung (OHL) fue la jerarquía más elevada del comando del Ejército Imperial Alemán durante la Primera Guerra Mundial.
El comandante supremo del ejército era oficialmente el káiser Guillermo II, sin embargo, las decisiones eran tomadas por los generales. Especialmente a partir de 1917, el poder de los generales se volvió absoluto[cita requerida] y los historiadores hablan de una dictadura militar a partir de entonces.[¿según quién?]

## Los generales en el poder
1. Helmuth von Moltke fue el jefe al inicio de la Guerra. Se mantuvo en la posición hasta el fracaso de la ofensiva en Marne.
2. Erich von Falkenhayn, ministro de guerra de Prusia asumió entonces el mando. El fracaso en la Batalla de Verdún llevó a su alejamiento.
3. Paul von Hindenburg fue el tercero y último líder. Se encargaba sobre todo de las relaciones públicas. El verdadero poder estaba con su jefe de Estado Mayor, Erich Ludendorff.

Ludendorff fue quien decidió volver a usar los submarinos, lo que acabó por provocar la entrada de los Estados Unidos (EE. UU) en la guerra y  la derrota de Alemania.
Con la entrada de los EE. UU en la guerra, los acontecimientos tomarían un nuevo rumbo y la guerra que los alemanes juzgaban que se podía ganar (especialmente después del tratado de Brest-Litovsk, que permitió movilizar las tropas del frente oriental al frente occidental) se perdería, aun sin que las tropas aliadas hubieran penetrado en Alemania.
En octubre de 1918, el OHL presionó al gobierno a firmar el armisticio, porque estaba convencido de que el frente alemán podría ser desbordado en cualquier momento. En estas circunstancias, cuando hubo el alzamiento de marineros en Kiel que ocasionó la Revolución de Noviembre, el Partido Socialdemócrata de Alemania (que Ludendorff y la mayoría de los generales despreciaban) se benefició y tomó el poder. El nuevo gobierno obligó al Káiser a abdicar. EL OHL trabajó entonces con el SPD en sofocar violentamente la revolución, por temer que terminara como la Revolución rusa de 1917.